# Les Chevaliers de la Table ronde (jeu)
Pour les articles homonymes, voir Chevaliers de la Table ronde (homonymie).
Les Chevaliers de la Table Ronde est un jeu de société créé par Bruno Cathala et Serge Laget, et illustré par Julien Delval, sorti en 2005.
Ce jeu plonge le joueur au cœur du mythe du Roi Arthur.

## Principe général
Pour 3 à 7 joueurs, à partir de 10 ans, pour environ 90 minutes.
Dans ce jeu, les joueurs endossent les rôles des personnages des légendes arthuriennes : le Roi Arthur, Sire Gauvain, Sire Perceval, Sire Palomides, Sire Galahad, Sire Kay et Sire Tristan. Ensemble, ils doivent combattre les forces du mal en réussissant diverses quêtes, mais fidèle aux légendes, un des joueurs peut se retrouver dans le rôle du félon et trahir ses compagnons. Il s'agit d'un jeu coopératif, les joueurs faisant face ensemble aux mécanismes du jeu. À la fin, soit tout le monde gagne, soit tout le monde perd. (Félon excepté).

## Règle du jeu

### Matériel
Une boîte de jeu se compose des éléments suivants :
- Un plateau de jeu recto-verso en 5 parties représentant les lieux des différentes quêtes.
- Des figurines représentant des trophées :
  - Saint Graal
  - Armure de Lancelot
  - Epée Excalibur
- Des figurines représentant les ennemis :
  - 12 engins de siège
  - 4 Saxons
  - 4 Pictes
- Des épées en carton, noires d'un côté et blanches de l'autre
- Une pile de cartes blanches
- Une pile de cartes noires
- 7 cartes "loyal" et 1 carte "félon" avec un dos identique
- Un dé à 8 faces
- Une règle du jeu
- Un livret de quêtes
- Pour chaque joueur :
  - Une figurine de chevalier de sa couleur (pion)
  - Une fiche de personnage recto-verso
  - Un dé de bravoure de sa couleur

### But du jeu
Le but du jeu est, pour les chevaliers loyaux, de remporter suffisamment de quêtes pour un minimum de sept épées blanches posées sur la Table Ronde. Malheureusement pour les joueurs, il y a beaucoup plus de manières de perdre à ce jeu :
- dès que sept épées noires sont sur la table ronde
- douze engins de siège encerclent Camelot
- tous les chevaliers (excepté le félon s'il y en a un) sont morts.

Bien entendu, pour le félon, le but est inverse.

### Déroulement
Pour commencer, chaque joueur reçoit une carte Merlin et doit piocher 5 cartes blanches dans la pioche blanche. Ensuite, ils peuvent s'échanger des cartes dans le but d'aider leurs coéquipiers.
Le joueur incarnant le roi Arthur commence la partie. Si le roi Arthur n'est pas incarné, c'est le plus jeune joueur qui commence la partie. Le premier joueur commence son tour en réalisant une action de progression du mal :
- lire et appliquer une carte de la pioche noire
- ajouter un engin de siège
- perdre 1 point de bravoure.

Après avoir réalisé une de ces actions le joueur doit réaliser une action héroïque suivante :
- se déplacer
- poser une (et une seule) carte blanche sur la quête où le joueur se trouve
- lire et appliquer une carte blanche spéciale
- se soigner (défausser 3 cartes blanches identiques pour acquérir 1 point de bravoure supplémentaire)
- porter une accusation

Après avoir fait toutes ces actions, c'est au tour du joueur suivant de réaliser une action de progression du mal et une action héroïque.

### Fin de partie et vainqueur
La défaite des chevaliers est immédiate lorsque 12 engins de siège entourent Camelot, 7 épées noires sont déposées sur la Table Ronde ou lorsque tous les chevaliers loyaux sont morts en ayant perdu tous leurs points de bravoure. Lorsque 12 épées recouvrent la table ronde, si le félon n'est pas démasqué deux épées sont retournées du côté noir. La partie est gagnée pour les chevaliers si le nombre d'épées blanches est strictement supérieur au nombre d'épées noires.
Le félon remporte la partie en cas de défaite des chevaliers loyaux.

## Récompense
- Spiel des Jahres meilleur jeu fantastique 2006
- Japan Boardgame Prize meilleur jeu étranger pour joueurs confirmés 2005
- Sceau d'excellence Option consommateurs  2007

## Extension
Il existe une extension du jeu, appelée la Compagnie de Merlin. Elle ajoute la figurine et le personnage de Merlin, qui n'est pas incarné par un joueur, une figurine de personnage supplémentaire, et six nouvelles cartes personnages, qui remplacent les personnages initiaux. Seul Arthur n'a pas de remplaçant. Elle contient également de nouvelles cartes noires et blanches spéciales, ainsi que des cartes "déplacement".